# Patrick Loës

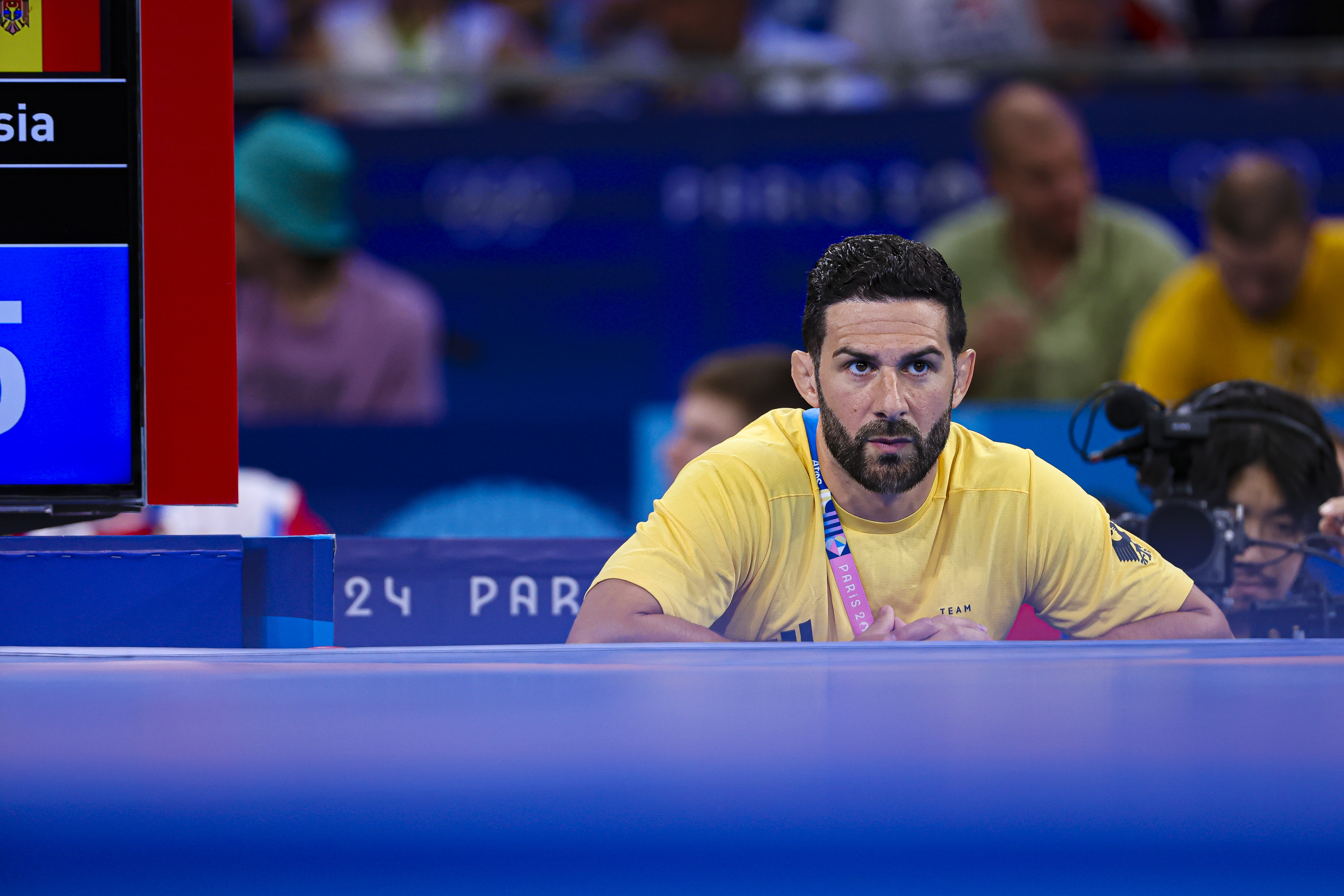
Patrick Loes bei den Olympischen Spielen 2024 in Paris

Patrick Loës (* 30. April 1987 in Saarbrücken) ist ein deutscher Ringer. Er trat im Freistil in der Klasse bis 84 Kilogramm (Mittelgewicht) an und ist heute als Bundestrainer aktiv.

## Werdegang
Patrick Loës war Bundesligaringer für den KSV Köllerbach sowie den KSK Konkordia Neuss und lange Jahre Mitglied der deutschen Ringer-Nationalmannschaft. Seit 2013 arbeitet er als Trainer beim Deutschen Ringer-Bund. Seit 2014 ist er Cheftrainer der Frauen im Freistil des DRB.
Loës studierte Sport-, Geschichtswissenschaften und Pädagogik.
Als Bundestrainer der deutschen Frauen feierte er bei den Olympischen Spielen seinen Höhepunkt mit dem Gewinn der historischen Goldmedaille von Aline Rotter-Focken (76 kg).

## Erfolge

### Internationale Erfolge in der Jugend
| Jahr | Platz | Wettbewerb              | Gewichtsklasse |
| 2004 | 03.   | Kadetten-EM in Istanbul | bis 76 kg      |
| 2007 | 05.   | Junioren-EM in Belgrad  | Mittel         |
| 2007 | 18.   | Junioren-WM in Peking   | Mittel         |

### Deutsche Meisterschaften
| Jahr | Platz | Altersgruppe | Gewichtsklasse | Ergebnisse                                            |
| 2004 | 9.    | Junioren     | Mittel         | Sieger: Tobias Jung                                   |
| 2007 | 1.    | Junioren     | Mittel         | vor Gabriel Seregelyi und Eduard Frick                |
| 2009 | 3.    | Senioren     | Mittel         | hinter David Bichinashvili und Peter Weisenberger     |
| 2011 | 2.    | Senioren     | Mittel         | hinter David Bichinashvili und vor Christoph Pscherer |